# Hermanowicz (nazwisko)
Hermanowicz (forma żeńska: Hermanowicz, liczba mnoga: Hermanowicz, Hermanowiczowie) – polskie nazwisko.

## Etymologia nazwiska
Utworzone od imienia germańskiego Herman → Herman-owicz. Notowane od 1479 roku.

## Rody szlacheckie
Nazwiskiem Hermanowicz posługiwały się dwa rody szlacheckie. Byli to: Hermanowiczowie herbu Junosza i Hermanowiczowie herbu Kościesza.

## Demografia
Na początku lat 90. XX wieku w Polsce mieszkało 1097 osób o tym nazwisku, najwięcej w dawnym województwie: warszawskim  – 122, radomskim – 110 i elbląskim – 103. W 2018 roku mieszkało w Polsce około 1081 osób o nazwisku Hermanowicz, najwięcej w Warszawie.

## Encyklopedyczni przedstawiciele i inne wykorzystania
Zobacz stronę ujednoznaczniającą: Hermanowicz. 